# 아이덴티티 (만화)
《아이덴티티》는 매주 목요일에 시니 작가와 수훈 작가가 함께 연재한 네이버 웹툰이다.

## 개요
2014년 12월 10일부터 2016년 1월 13일까지 연재되어 완결되었다. 웹툰 소개란에는 잠에 들면 다른 사람이 되는 남자 헨리 모리스, 그리고 그 병을 치료하는 Dr.와이번. 죽음에 관하여 스토리 시니 작가의 신작.이라 소개되어 있다. 작품은 영국 런던을 배경으로 진행되고 있다.

## 등장 인물
헨리 모리스
세계적으로 유명한 투자자로 '인간 네트워크'라고 불리며 17개국어를 구사하는 천재이지만, 잠을 잘 때 가까이 있는 다른 사람의 순으로 그 사람의 꿈을 대신 꾸게 능력을 가지고 있다. 잠에서 깨면 꿈으로 꾼 사람의 모든 것을 알게 되어, 덕분에 천재적인 투자자가 되어 부자가 되었으나, 이 능력에 포함되는 사람이 점점 많아지자, 이는 능력이 아닌 병이 되어버렸다. 이런 이유로 수많은 버릇과 틱 장애를 가지고 있다.
헨리는 이 병을 고치기 위해 유명한 정신과 의사인 닥터 와이번을 찾는다.
때때로 자기 자신이 누구인지 모르게 되는 정체성을 잃게 되는 경우가 있다.
닥터 와이번
어린 시절, 부모에게 버려져 분리 불안 장애를 겪고 있는 정신과 의사. 헨리 모리슨을 도와 그의 병을 치료하기 위해 연구한다.
분리 불안 장애 때문에 파리에 있는 아내가 자신을 떠날까봐 극심한 불안 장애를 겪기도 했으나, 재회에 성공했다.
루카스 하퍼
헨리가 자신의 병을 고치기 위해 부른 신약 개발쪽의 약사. 헨리는 그와 동시간대에 잠을 자면서 그를 신뢰하게 되었다.
하퍼는 자신의 연구 대상을 제리라고 부르는 습관이 있다.
에드가 모리스
헨리의 아버지. 헨리와 같은 병을 앓고 있다.
하비 블랙
의학 쪽에서 인맥이 넓은 사람. 인터넷에서는 에드가라는 별칭을 사용한다.
판도라 윈슬렛
헨리가 거주하는 오피스텔 근처에 있는 카페에서 일하는 여자. 현재 헨리와 연인 관계이다.
헨리가 잠이 들지 않기 위해 시끄러운 카페에 자주 오게 되면서 알게 되어 현재에 이르게 되었다.
티파니
판도라와 함께 일하는 여자.